# Hrabstwo Washita
Washita – hrabstwo w stanie Oklahoma w USA. Populacja liczy 11 508 mieszkańców (stan według spisu z 2000 roku).

## Miasta
- Bessie
- Burns Flat
- Canute
- Colony
- Corn
- Dill City
- Foss
- New Cordell
- Rocky
- Sentinel